# Cortinarius subgemmeus
Cortinarius subgemmeus är en svampart som beskrevs av Soop 2003. Cortinarius subgemmeus ingår i släktet Cortinarius och familjen spindlingar.   Inga underarter finns listade i Catalogue of Life.